# كراكي (سمك)
الكراكي أو الزُنْجُور (الاسم العلمي: Esox) (بالإنجليزية: pike and pickerel)‏ هو جنس من الأسماك يتبع الفصيلة الكراكية من رتبة الكراكيات.

## أنواع الكراكي
يضم خمسة أنواع هي:
- كراكي رمحي (الاسم العلمي:Esox lucius)
- كراكي رايشيري (الاسم العلمي:Esox reichertii)
- كراكي أمريكي (الاسم العلمي:Esox americanus)
- كراكي مسقلنج (الاسم العلمي:Esox masquinongy)
- كراكي أسود (الاسم العلمي:Esox niger)